# Paolo Battista Fregoso
Paolo Battista Fregoso (... – Fossano, 18 agosto 1557) è stato un condottiero italiano.

## Biografia

Stemma dei Fregoso

Era figlio di Antonio Gasparo Fregoso e di Argenta Doria, della linea principale dei Fregoso di Genova.
Intraprese sin da giovane la carriera delle armi e nel 1530 fu al fianco di Cesare Fregoso, combattendo al soldo della Francia.
Nel 1540 fu ospite, con Cesare e la moglie Costanza Rangoni, a Castel Goffredo del marchese Aloisio Gonzaga. Alla sua corte nacque il loro ultimo figlio, Cesare. Paolo Battista conobbe in questa occasione il poeta Matteo Bandello, che seguì a Bazens con la vedova Costanza, dopo l'assassinio di Cesare. Passato sotto la protezione del re Francesco I, fu dal 1545 al servizio di suo figlio Carlo, duca d'Orléans.
Nel 1551 partecipò all'assedio di Parma e nel 1552 combatté per i francesi a Metz, assediata da Carlo V.
Morì durante l'assedio di Fossano nel 1557.